# Acrotomodes erodita
Acrotomodes erodita là một loài bướm đêm trong họ Geometridae.